# Siegurd Fitzek
Siegurd Fitzek, in Besetzungslisten manchmal auch Sigurd Fitzek, (* 24. Dezember 1928 in Breslau; † 24. Februar 2022 in München) war ein deutscher Schauspieler und Hörspielsprecher.

## Leben
Siegurd Fitzek kam am 24. Dezember 1928 im niederschlesischen Breslau zur Welt und wuchs dort auf. Nach dem Ende seiner Schulzeit wollte er zunächst Landwirt werden. Nach dem Krieg ging er nach Bayern und übernahm später in München eine Reitschule. Er machte an der Münchner Otto-Falckenberg-Schule eine Ausbildung zum Schauspieler. 1950 ging er an das Schauspielhaus in Stuttgart, später Komödie im Marquardt, zuletzt war er Oberspielleiter und Regisseur. In dieser Zeit spielte er die Rolle des Indianerhäuptlings Winnetou auf der Freilichtbühne Killesberg in Stuttgart. Von 1960 bis 1965 arbeitete er regelmäßig an der damaligen Kleinen Komödie, dem späteren GOP Varieté-Theater, unter anderem in den Stücken Hokuspokus von Curt Goetz, Erinnerst du dich von John Osborne und Tausend Clowns von Herb Gardner. 1968 spielte er in der Komödie Berlin an der Seite von Liselotte Pulver in dem Stück Der Regenmacher die Rolle des Noa. Eine seiner bedeutendsten Rollen im Theater spielte er 1961 in Stuttgart in dem Stück Das Ei von Félicien Marceau.
1955 war er in dem Fernsehfilm Unruhige Nacht in der Rolle des fahnenflüchtigen Soldaten Baranowsky in der Nacht vor seiner geplanten Hinrichtung zu sehen. Vier Jahre später spielte er die Rolle des Journalisten Robin Craven in der Durbridge-Verfilmung Der Andere. 1964 war er einer der Hauptdarsteller in der Stahlnetz-Folge Rehe. 1980 hatte er einen kleinen, aber markanten Auftritt in Dänemarks erfolgreicher Fernsehserie Die Leute von Korsbaek als Offizier Sigmund Holtz in der Episode „Lauras store dag“ (dt. Lauras großer Tag) unter der Regie von Erik Balling.
Kinorollen hatte er unter anderem in den Filmen Fluchtweg St. Pauli – Großalarm für die Davidswache und Mordnacht in Manhattan.
Als Hörspielsprecher war er vorwiegend für den Süddeutschen Rundfunk tätig. Hauptrollen hatte er u. a. 1956 in Der Fall Dynamit (aus der Reihe Unter falscher Flagge) mit Wilhelm Kürten, Hans Mahnke und Hans Helmut Dickow an seiner Seite und ein Jahr später in der Funkerzählung Die Kreuzung bei Dresden.
Siegurd Fitzek lebte in München, war mit der Schauspielerin Eva Maria Böhme (1929–2008) verheiratet und hat eine Tochter. Er starb am 24. Februar 2022 im Alter von 93 Jahren.

## Filmografie
- 1955: Zwischen den Zügen – Fernsehspiel – Regie: Peter Beauvais
- 1955: Unruhige Nacht – Fernsehspiel – Regie: Franz Peter Wirth
- 1957: Das heiße Herz – Fernsehspiel – Regie: Peter Beauvais
- 1958: Alle Sünden dieser Erde
- 1959: Der Andere (von Francis Durbridge) – Fernseh-Mehrteiler – Regie: Joachim Hoene
- 1960: Am grünen Strand der Spree, 1. Teil: Das Tagebuch des Jürgen Wilms – Fernseh-Mehrteiler – Regie: Fritz Umgelter
- 1962: Montserrat – Fernsehspiel – Regie: Fritz Umgelter
- 1962: Wer einmal aus dem Blechnapf frißt (nach Hans Fallada) – Fernseh-Dreiteiler – Regie: Fritz Umgelter
- 1962: Bekenntnisse eines möblierten Herrn
- 1963: Die Legende vom heiligen Trinker – Regie: Franz Josef Wild
- 1963: Freundschaftsspiel – Fernsehspiel – Regie: Fritz Umgelter
- 1963: Den Tod in der Hand – Fernsehspiel – Regie: Fritz Umgelter
- 1963: Der Hexer – Fernsehspiel – Regie: Rainer Erler
- 1964: Mein oder Dein – Fernsehspiel – Regie: Franz Josef Wild
- 1964: Amédée – oder Die Kunst des Schuhputzens – Fernsehspiel – Regie: Ilo von Jankó
- 1964: Anklage gegen Unbekannt – Fernsehspiel – Regie: Otto Meyer
- 1964: Karl Sand – Fernsehspiel – Regie: Franz Peter Wirth
- 1964: Stahlnetz: Rehe – Regie: Jürgen Roland
- 1964: Ein Leben lang – Fernsehspiel – Regie: Imo Moszkowicz
- 1965: Fluchtversuch – Fernsehspiel – Regie: Theo Mezger
- 1965: Weekend im Paradies – Fernsehspiel – Regie: Rolf von Sydow
- 1965: Gewagtes Spiel – Folge: Das Geheimnis von Scheferloh – Regie: Eugen York
- 1965: Sie schreiben mit – Folge: Finderlohn ganz groß – Regie: Erich Kobler
- 1965: Mordnacht in Manhattan – Regie: Harald Philipp
- 1965: Der Nachtkurier meldet … – Folge: Handgranaten: Bahnsteig 11 – Regie: Erich Neureuther
- 1966: Endkampf – Fernsehspiel – Regie: Rainer Erler
- 1966: Kommissar Freytag; Folge: Rendezvous am Rabenkopf – Regie: Hans Stumpf
- 1966: Die seltsamen Methoden des Franz Josef Wanninger; Folge: Der Winterurlaub – Regie: Günter Gräwert
- 1966: Der Fall Rouger – Fernsehspiel – Regie: Erich Neureuther
- 1966: Der Scheiterhaufen – Fernsehspiel – Regie: Siegmar Schneider
- 1966: Herrenhaus – Fernsehspiel – Regie: Fritz Umgelter
- 1966: Raumpatrouille; Folge 6: Die Raumfalle – Regie: Theo Mezger
- 1966: Der gute Mensch von Sezuan – Fernsehspiel – Regie: Fritz Umgelter
- 1967: Von Null Uhr Eins bis Mitternacht – Der abenteuerliche Urlaub des Mark Lissen; Folge: Die Geschichte der schönen Gräfin – Regie: Rudolf Nussgruber
- 1967: Die Rolle seines Lebens (Franz) – Fernsehspiel – Regie: Wilm ten Haaf
- 1967: Das Kriminalmuseum; Folge: Die Reisetasche – Regie: Erich Neureuther
- 1967: Das Kriminalmuseum; Folge: Teerosen – Regie: Georg Tressler
- 1967: Fernfahrer; Folge: Der Spezialtransport – Regie: Theo Mezger
- 1967: Kennwort Kettenhund – Fernsehspiel – Regie: Theodor Grädler
- 1967: Verräter – Fernseh-Mehrteiler – Regie: Michael Braun
- 1967: Graf Yoster gibt sich die Ehre; Folge: Fair Play, Herr Marquis – Regie: Michael Braun
- 1968: Die Schlacht bei Lobositz – Fernsehspiel – Regie: Franz Peter Wirth
- 1968: Die fünfte Kolonne; Folge: Sonnenblumenweg 7 – Regie: Erich Neureuther
- 1969: Alte Kameraden – Fernsehspiel – Regie: Franz Peter Wirth
- 1969: Über den Hügel – Fernsehspiel – Regie: Marran Gosov
- 1969: Der Kommissar; Folge: Die Tote im Dornbusch – Regie: Georg Tressler
- 1970: Wie eine Träne im Ozean – Fernseh-Dreiteiler – Regie: Fritz Umgelter
- 1970: Morgen, ein Fenster zur Straße – Fernsehspiel – Regie: Dieter Schlotterbeck
- 1970: Merkwürdige Geschichten; Folge: Ein Brief aus der Vergangenheit – Regie: Fritz Umgelter
- 1970: Die seltsamen Methoden des Franz Josef Wanninger; Folge: Schlamperei ist Gold wert – Regie: Theo Mezger
- 1970: Menschen – Fernsehspiel – Regie: Fritz Umgelter
- 1970: Deadlock -Regie: Roland Klick
- 1970: Pater Brown; Folge: Das Attentat – Regie: Rainer Wolffhardt
- 1971: Fluchtweg St. Pauli – Großalarm für die Davidswache – Regie: Wolfgang Staudte
- 1971: Der Hitler/Ludendorff-Prozeß – Szenen aus einem Hochverratsprozeß in einer Republik ohne Republikaner – Fernsehspiel – Regie: Paul Verhoeven
- 1971: Der Kommissar; Folge: Tod eines Ladenbesitzers – Regie: Wolfgang Staudte
- 1972: Hamburg Transit; Folge: Bitte die Fahrkarten – Regie: Claus Peter Witt
- 1973: Der Sieger von Tambo – Fernsehspiel – Regie: Dietrich Haugk
- 1973: Butler Parker; Die Hellseherin – Regie: Wolf Vollmar
- 1973: Du stirbst nicht allein – Ein deutscher Kriegspfarrer in Paris – Fernsehspiel – Regie: Jürgen Goslar
- 1973: Frühbesprechung; Folgen: 1. Die Handschrift und 2. 2 x Lima – Fernsehserie – Regie: Wolf Vollmar
- 1974: Derrick: Waldweg – Regie: Dietrich Haugk
- 1974: Mordkommission; Folge: Das Verschwinden von Karin Klar – Regie: Kurt Wilhelm
- 1975: Kennwort: Fasanenjagd München 1945 – Fernsehspiel – Regie: Karlheinz Bieber
- 1975: Eurogang; Folge: Keine Beweise gegen Martellan – Regie: Michael Braun
- 1975: Der Kommissar; Folge: Die Kusine – Regie: Helmuth Ashley
- 1975: Bitte keine Polizei; Folge: Ein Neger mit Gazelle – Regie: Wolfgang Schleif
- 1975: Des Christoffel von Grimmelshausen abenteuerlicher Simplicissimus – Fernseh-Mehrteiler – Regie: Fritz Umgelter
- 1976: Gesucht wird …, Folge: Paul Schmücker – Regie: Peter Meincke
- 1976: Der Winter, der ein Sommer war – Fernseh-Mehrteiler – Regie: Fritz Umgelter
- 1976: Tatort; Folge: Zwei Flugkarten nach Rio – Regie: Fritz Umgelter
- 1976: Inspektion Lauenstadt; Folge: Der Tankwart – Regie: Georg Tressler
- 1977: Tatort: Feuerzauber – Regie: Fritz Umgelter
- 1977: Aus einem deutschen Leben – Regie: Theodor Kotulla
- 1978: Derrick; Folge: Solo für Margarete – Regie: Michael Braun
- 1978: Ausgerissen! Was nun? – Fernsehserie – Regie: Georg Tressler
- 1979: Der Alte; Folge: Nach Kanada – Regie: Theodor Grädler
- 1980: Krelling – Fernsehserie – Regie: Georg Tressler
- 1980: Achtung Zoll! – Fernsehreihe
- 1980: Die Leute von Korsbaek, Folge: Lauras store dag – Dänische Fernsehserie – Regie: Erik Balling
- 1981: Der Alte; Folge: Urlaub aus dem Knast – Regie: Dietrich Haugk
- 1982: Derrick; Folge: Ein unheimliches Erlebnis – Regie: Theodor Grädler
- 1983: Die Krimistunde (Fernsehserie, Folge 5, Episode: Der Handschuhtäter)
- 1983: Die große Kapitulation – Fernsehspiel – Regie: Wolfgang F. Henschel
- 1985: Weißblaue Geschichten, Folgen: Klappern gehört zum Handwerk/ Lüngerl und Haxn/ Ein paar Blumen hat jeder verdient – Fernsehserie – Regie: Dieter Kehler, Marco Serafini
- 1985: Der Alte; Folge: Der Sohn – Regie: Zbyněk Brynych
- 1986: Der Alte; Folge: Der Trugschluss – Regie: Theodor Grädler
- 1989: Schuldig – Fernsehspiel – Regie: Michael Mackenroth
- 1992: SOKO 5113; Folge: Der Verbrannte – Regie: Thomas Nikel
- 1996: Im Namen des Gesetzes
- 1997: Dr. Stefan Frank – Der Arzt, dem die Frauen vertrauen; Folge: Mit dem Herzen einer Mutter – Regie: Gero Erhardt, Olaf Götz

## Hörspiele
- 1950: Kain lebt – Regie: Paul Land
- 1950: Belagerungszustand (nach Albert Camus) – Regie: Erich Fritz Brücklmeier
- 1950: Der Prozeß – Regie: Cläre Schimmel
- 1951: Zum König geboren; Folge: Das himmlische Brot – Regie: Cläre Schimmel
- 1951: Nachtgespräche – Regie: Paul Land
- 1953: Ladung Nitroglyzerin – Regie: Karl Ebert
- 1955: Nächtliche Vision – Regie: Karl Ebert
- 1955: Diener zugelaufen – Regie: Paul Land
- 1955: Freitag, 16 Uhr 55 – Regie: Oskar Nitschke
- 1956: Da Capo – Regie: Kurt Reiss
- 1956: Der Fall Dynamit – Regie: Karl Ebert
- 1956: Glaube, Liebe, Hoffnung – Regie: Franz Peter Wirth
- 1957: Der Retter – Regie: Karl Ebert
- 1957: Bilanz einer Nacht – Regie: Otto Kurth
- 1957: Die Kreuzung bei Dresden – Regie: Robert Vogel
- 1957: Aus Prinzip nun gerade nicht – Regie: Oskar Nitschke
- 1957: O Wildnis – Regie: Otto Kurth
- 1957: Ungebetene Gäste – Regie: Karl Ebert
- 1957: FBI-Akte Martel – Regie: Karl Ebert
- 1957: Nach Rom – 50 Kilometer – Regie: Paul Land
- 1957: Das indische Abenteuer – Regie: Paul Land
- 1958: Mord im Akkord – Regie: Paul Land
- 1958: Der Maulkorb – Regie: Paul Land
- 1958: Die Tochter des Brunnenmachers – Regie: Cläre Schimmel
- 1958: Das Opfer von Treblinka – Die Geschichte des Kostek Wittkowsky – Regie: Willy Grüb
- 1958: Der Mann im Keller – Regie: Karl Ebert
- 1958: Der Herr vom anderen Stern – Regie: N. N.
- 1958: Herz als Hobby – Regie: Paul Land
- 1960: Eine haarsträubende Geschichte – Regie: Paul Land
- 1960: Katjuscha (nach dem Roman Auferstehung von Lew Nikolajewitsch Tolstoi) – Regie: Heinz-Günter Stamm
- 1960: Simson fällt durch die Jahrhunderte – Regie: Irmfried Wilimzig
- 1960: Ubu oder Des schlimmen Endes langer Schwanz – Regie: Irmfried Wilimzig
- 1961: Morgen sind Sie König – Regie Heinz-Günter Stamm
- 1962: Odyssee in Kammgarn – Regie: Paul Land
- 1967: Die feindlichen Brüder – Regie: Ludolf Bode
- 1977: Schampus für Schorsch – Regie: Horst Loebe